# Jonas Åkerström

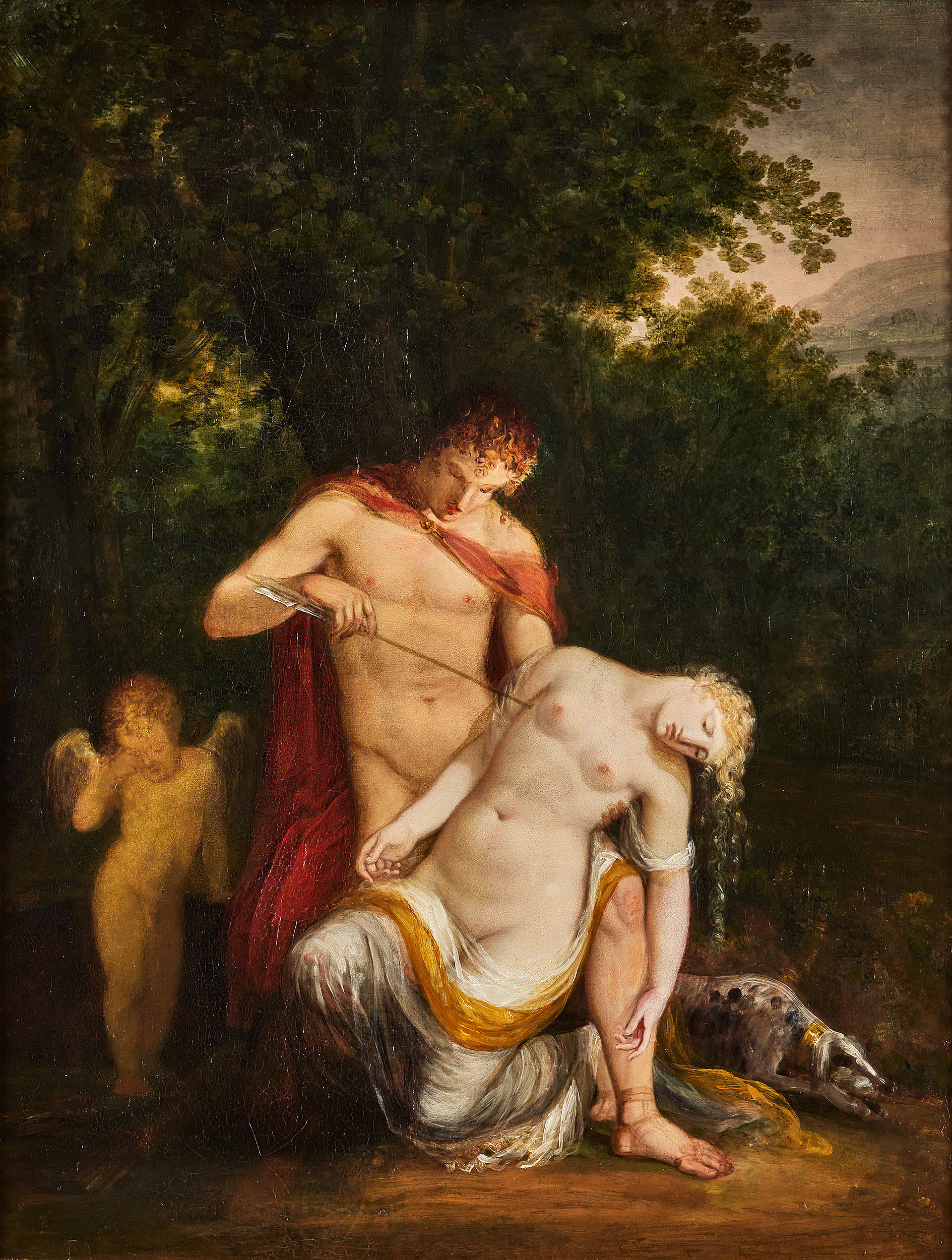
Kefalos och Prokris, målad i Rom av Åkerström 1793. Har tillhört Johan Tobias Sergel.

Jonas (Johan) Åkerström ursprungligen Jonsson, född 9 mars 1759 i Åkre, Rogsta socken, Hälsingland, död 24 november 1795 i Rom, var en svensk målare och tecknare.

## Biografi
Han var son till bonden Jon Mattsson och Brita Eriksdotter. Åkerström visade tidigt intresse för att studera och var redan i sin ungdom en konstnärsbegåvning. Istället för att hjälpa till med familjens jordbruksarbete ägnade han sig åt att dekorera väggarna i granngårdarna. Denna syssla väckte faderns ovilja och för att avleda honom från måleriet placerades han som elev vid Hudiksvalls trivalskola. För att få tillgång till bättre färger kontaktade han målaren Franzon från Rättvik och det slutade med att han skrevs in som lärling hos Franzon. När fadern senare besökte Hudiksvall fick han oförmodat se sonen bland stadens lärogossar och han ombesörjde då att Åkerström 1777 fick flytta till ortens ledande målarmästare Paul Michelsson Hallberg där han skrevs in på ett femårigt lärlingskontrakt. Det var för Hallberg som han gjorde sina första lärospån i den högre konsten genom kopiering efter Nürnbergska kopparstycken. Som nybliven gesäll reste han 1782 till Stockholm där han först arbetade för målarmästaren Olof Åkerberg och senare för ämbetesmålaren Anders Holm där Åkerström gjorde sig bemärkt för sina blomsterdekorationer och dekorationsarbeten i enskilda hem. 
Han skrevs in som elev vid Konstakademien 1783 där hans ovanliga begåvning snabbt uppmärksammades av bland annat Carl Gustaf Pilo, Sergel och Louis Masreliez. Under sitt första år vid akademin tilldelades han tredje medaljen för sina ornamentritningar vid principskolan och under sitt andra år den tredje medaljen för teckning efter gipsfigurer. När Louis Jean Desprez under hösten 1785 arbetade med dekorationerna till operan Gustaf Wasa valde han att anlita Åkerström  som medhjälpare. Han arbetade därefter sporadiskt för Desprez bland annat utförde han en dekorationsskiss till operan Elektra som premiärvisades 1787. Men Åkerströms ambition var att bli historiemålare och inte förstöra sin hälsa genom att arbeta med limfärgsmålningar som efter några månader kunde tvättas bort eller scendekorationer som inte sparades för eftervärlden. När han slutligen avslutade sin akademiutbildning 1787 deltog han i Konstakademiens tävling  med temat Meleager, som vägrar hjälpa sina landsmän i striden fick han den stora medaljen och enligt statuterna berättigat till ett resepension. Det var första gången priset utdelades men eftersom medel saknades till pensionen gav akademien honom istället ett mindre understöd med vilket det förbands en skyldighet att flytta in i akademiehuset för att under Pilos överinseende rita och måla efter samlingarna av antikt och gipser. Man ville vid akademien göra allt för att Åkerström skulle kunna utvecklas till en betydande historiemålare och man ansåg honom vara ett stort löfte inför framtiden. På initiativ av Carl Fredrik Adelcrantz, Pilo och Samuel af Ugglas samlades det in medel från privata konstgynnare som skulle möjliggöra ett stipendium för en resa till Italien. Dessförinnan togs han emellertid under hösten 1787 i anspråk för att tillsammans med Carl Gustaf Eckstein biträda Masreliez vid dekoreringen av ett divansrum för drottning Sophia Magdalens på Stockholms slott. Han kom till Rom sommaren 1788 och underhölls där med årligt understöd ur konungens handkassa. Under sin Italientid studerade han modellering av små skulpturer i antik stil för bland annat Stefano Tofanelli och teckning efter nakenmodell vid Palazzo Mancini som då var centret för den franska konstnärskolonin i Rom. Hans konstnärliga utveckling i Italien ansågs infria de stora förväntningarna och han kallades till ledamot av Konstakademien 1794 med stöd av de hemsända oljemålningarna. Han avled i Rom 1798, 36 år gammal, i sviterna av lungsot.
Bland hans offentliga arbeten märks tolv tavlor med scener ur Jesu liv för Kårböle kapell i Hälsingland som senare flyttades till sakristian i den nyuppförda kyrkan 1869-1870. Altartavlor för Heds kyrka i Västmanland och Rogsta kyrka i Hälsingland. De dekorationer som han målade tillsammans med Eckstein och Masreliez för drottningens divansrum har bevarats i slottsbyggnadsmagasinet. Åkerströms verk kännetecknas av mytologiska och allegoriska kompositioner. Åkerström finns representerad vid bland annat Göteborgs konstmuseum, Nationalmuseum i Stockholm, Kalmar konstmuseum, Forsa forngård, Norrköpings Konstmuseum, Hälsinglands museum, Länsmuseet Gävleborg, Uppsala universitetsbibliotek och Konstakademien.

## Verk i urval

Bacchus och Ariadne
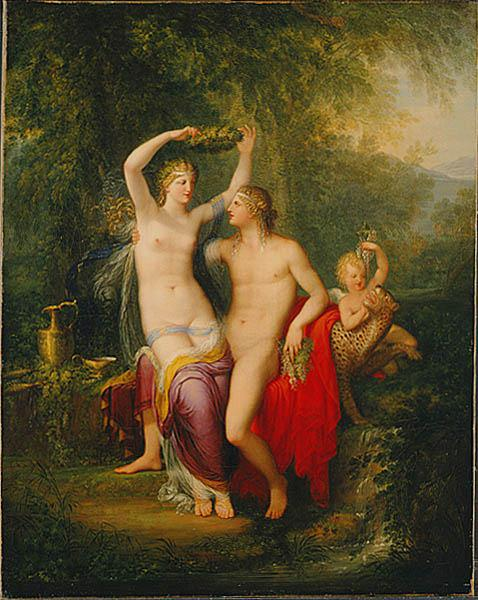
Venus, Adonis och Amor
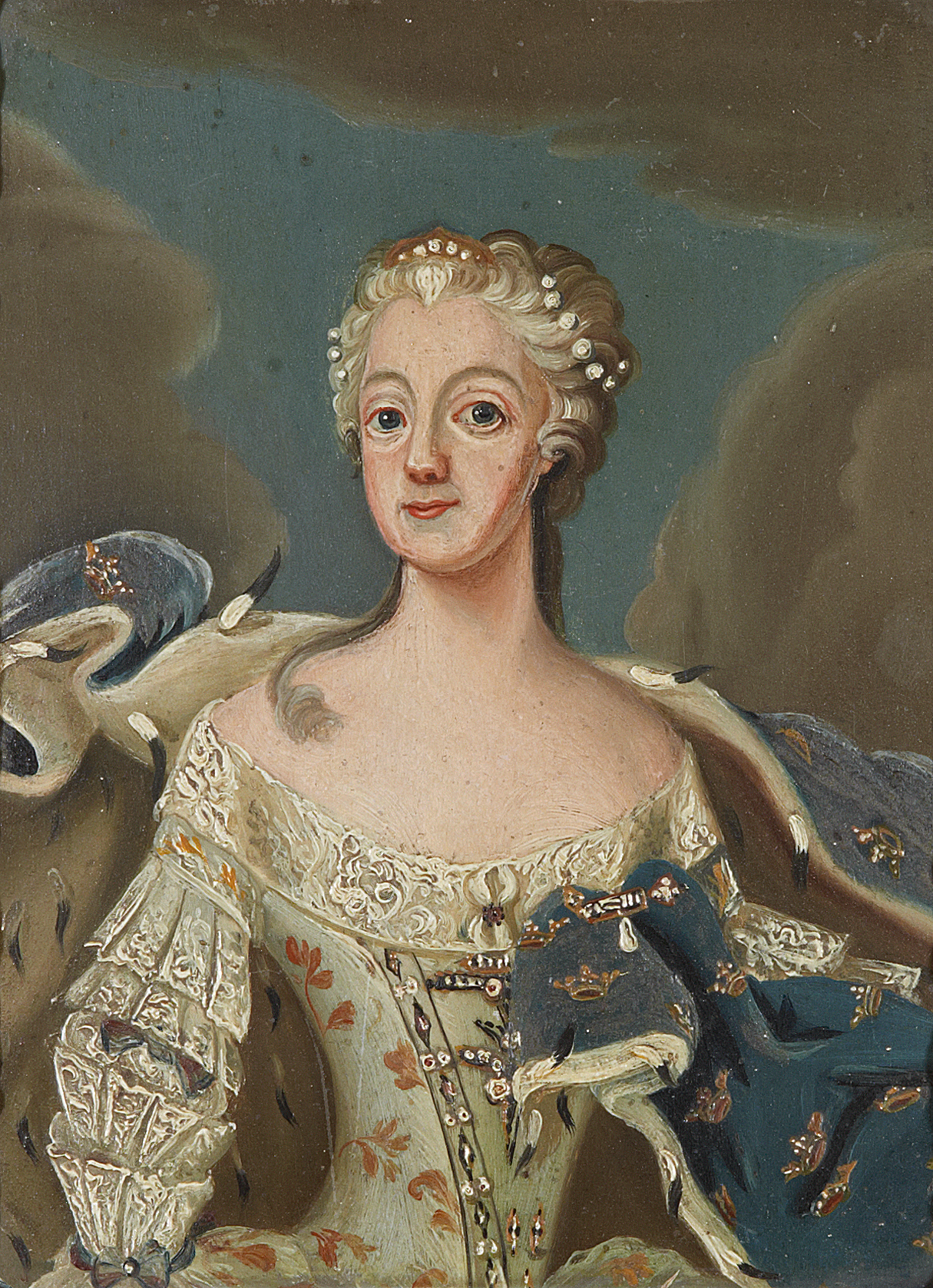
Porträtt av Lovisa Ulrika, 1778.
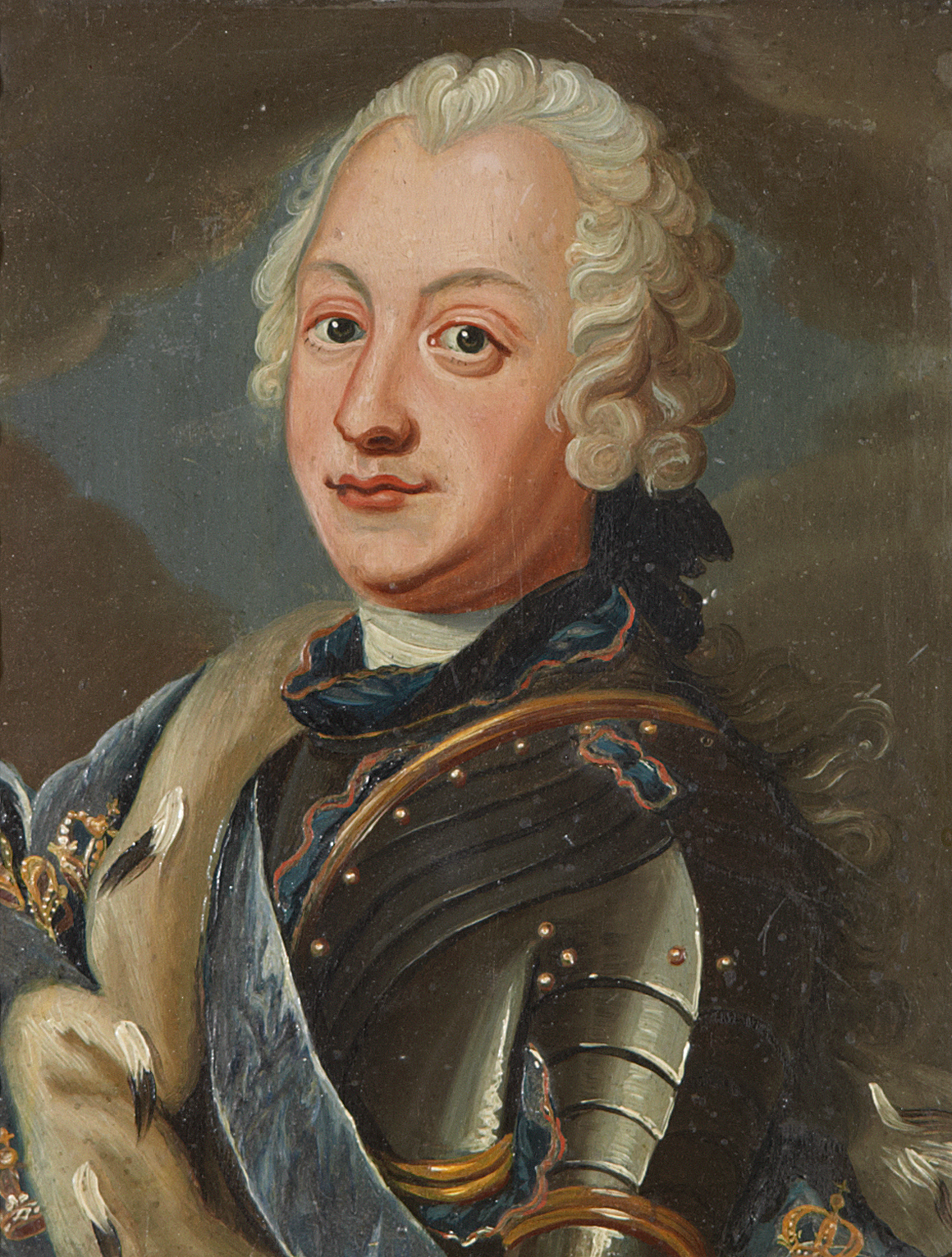
Porträtt av Adolf Fredrik, 1778.